# Тіфенбах (Біберах)
Тіфенбах (нім. Tiefenbach) — громада в Німеччині, знаходиться в землі Баден-Вюртемберг. Підпорядковується адміністративному округу Тюбінген. Входить до складу району Біберах.
Площа — 6,95 км2. Населення становить 551 ос. (станом на 31 грудня 2020).